# Monumento a las cataratas del Iguazú
El monumento a las cataratas del Iguazú está ubicado en la plazoleta Provincia de Misiones, en la esquina de la Avenida de Mayo y la avenida 9 de Julio en Buenos Aires (Argentina). Se encuentra emplazado en uno de los puntos más céntricos de la ciudad, a pocas cuadras del Obelisco y de la Casa Rosada. Fue inaugurado el 11 de diciembre de 2013.
En monumento en conjunto está emplazado sobre una superficie rodeada por un vallado de más de 250 m de longitud. El sector más significativo es un muro elevado que forma una circunferencia incompleta que representa la Garganta del Diablo, uno de los saltos más famosos del parque nacional misionero. De la parte superior de ese muro y en toda su extensión surge agua de modo continuo, completando el simbolismo. El sector abierto de la circunferencia tiene una forma plana a modo de pasarela, que permite al público visitante acercarse a la caída de agua.
La obra fue coordinada por el arquitecto Sergio Dobrusín y para su realización se utilizó la llamada "piedra mora", material propio de la formación geológica de las cataratas del Iguazú y que fuera trasladado desde la provincia de Misiones a la ciudad de Buenos Aires a fin de fortalecer el simbolismo del monumento.

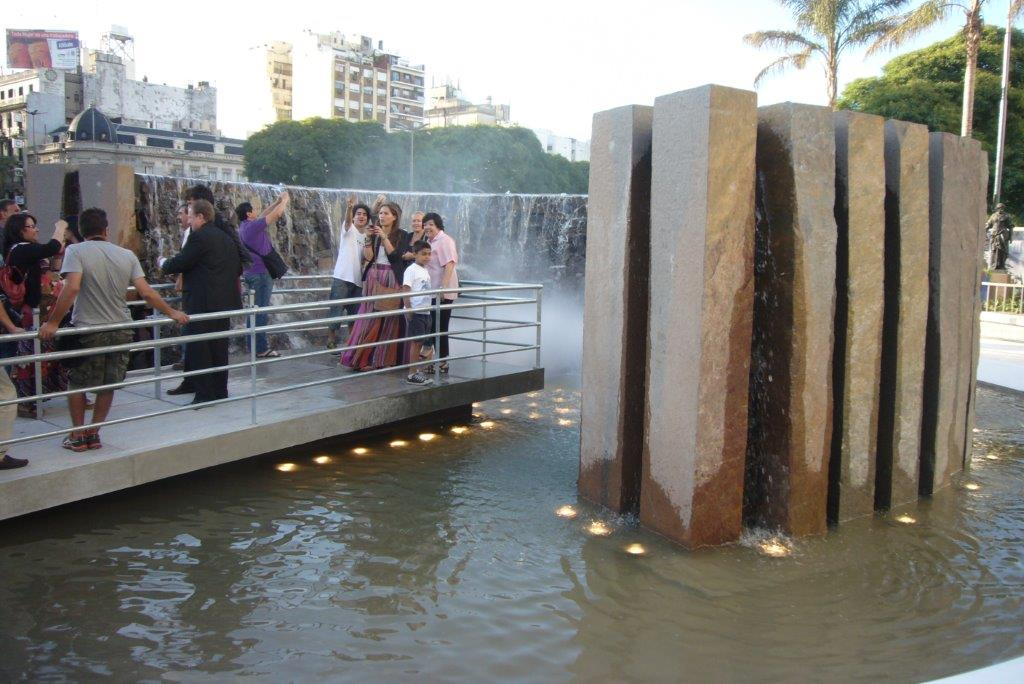
Público en la pasarela
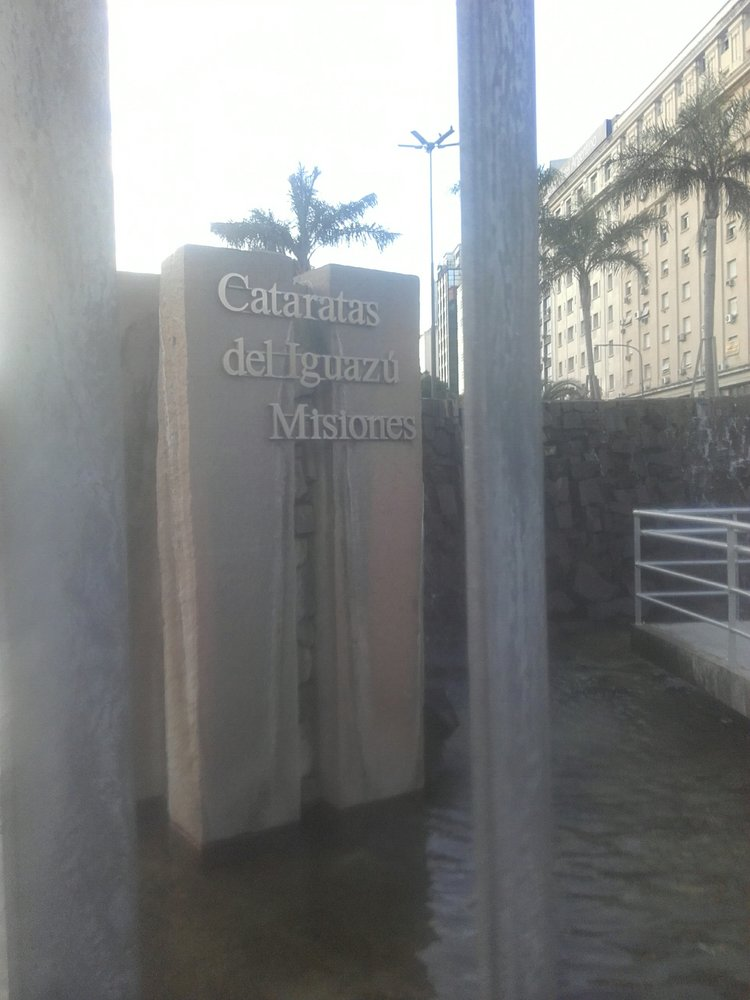
Detalle